# Parry (cràter)

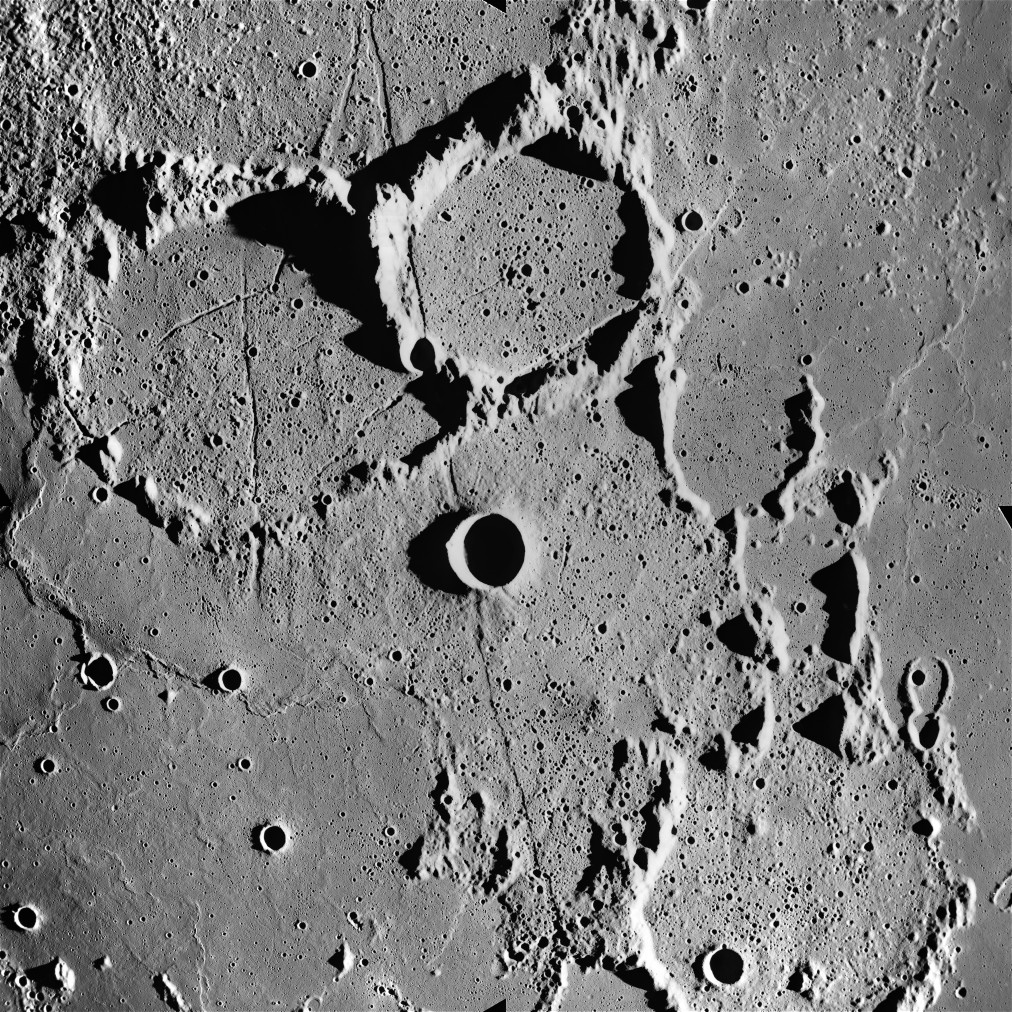
Fotografia de la missió Apol·lo 16

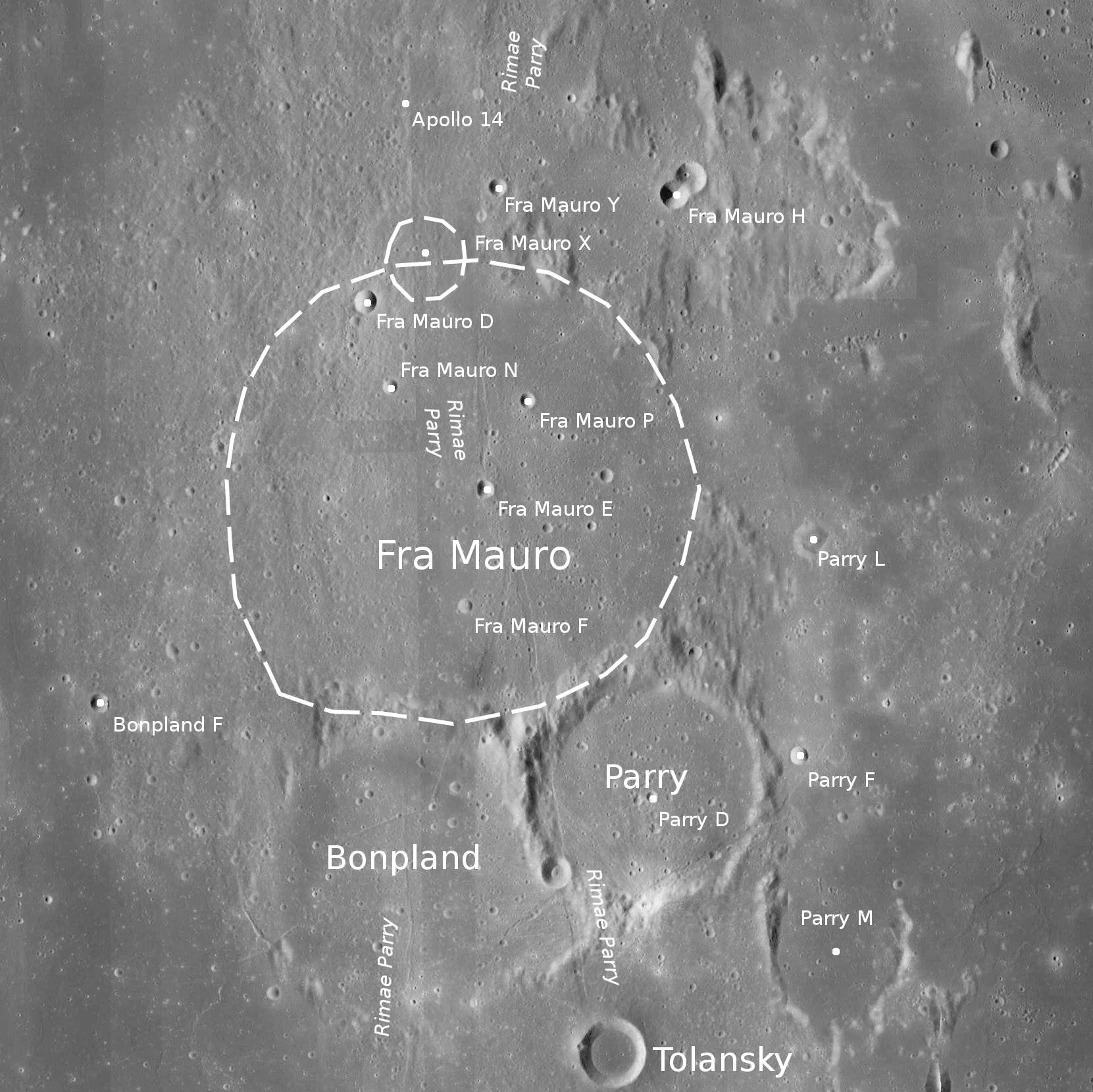
Entorn de Parry. Fotografia de la missió LRO.

Parry és un cràter d'impacte lunar que està unit al bord sud-est de la plana emmurallada de Fra Mauro. Unit al bord oest i sud-oest de Parry està el cràter Bonpland. Al sud es troba el petit cràter Tolansky, i més al sud-sud-oest apareix Guericke.

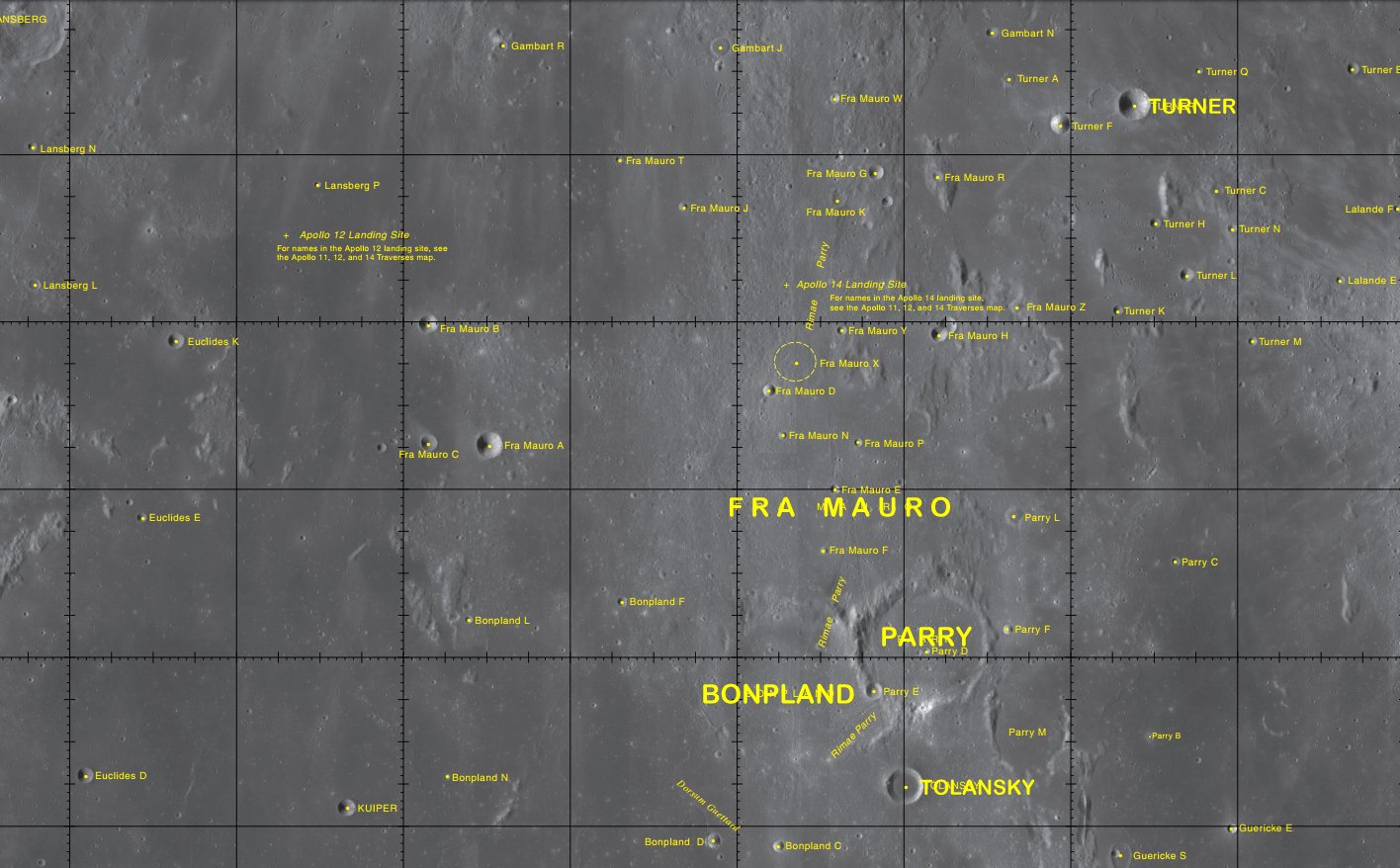
Localització de Parry. Part inferior de la imatge)

La vora de Parry està molt desgastada i lleugerament distorsionada a causa de les formacions adjacents. La zona de la paret més prominent es troba en el nord-oest. El sector sud-oest del brocal és travessat pel petit Parry B. El seu sòl ha estat inundat per la lava i és relativament pla. En el punt central s'hi troben un parell de petits cràters. Un sistema d'esquerdes travessa el bord sud-est en direcció nord-est, abans de creuar la vora est i continuar una curta distància a través del mare circumdant.

## Cràters satèl·lit
Per convenció aquests elements són identificats en els mapes lunars posant la lletra en el costat del punt central del cràter que està més proper a Parry.
|       | \| Parry \| Coordenades \| Diàmetre \| \| ----- \| ---------------------------------- \| -------- \| \| B \| 8° 54′ S, 13° 00′ O / 8.9°S,13.0°O \| 1 km \| \| C \| 6° 48′ S, 12° 42′ O / 6.8°S,12.7°O \| 3 km \| \| D \| 7° 54′ S, 15° 42′ O / 7.9°S,15.7°O \| 3 km \| \| E \| 8° 18′ S, 16° 18′ O / 8.3°S,16.3°O \| 6 km \| \| F \| 7° 36′ S, 14° 42′ O / 7.6°S,14.7°O \| 4 km \| \| L \| 6° 18′ S, 14° 42′ O / 6.3°S,14.7°O \| 7 km \| \| M \| 8° 54′ S, 14° 30′ O / 8.9°S,14.5°O \| 26 km \| |          |
| Parry | Coordenades | Diàmetre |
| B     | 8° 54′ S, 13° 00′ O / 8.9°S,13.0°O | 1 km     |
| C     | 6° 48′ S, 12° 42′ O / 6.8°S,12.7°O | 3 km     |
| D     | 7° 54′ S, 15° 42′ O / 7.9°S,15.7°O | 3 km     |
| E     | 8° 18′ S, 16° 18′ O / 8.3°S,16.3°O | 6 km     |
| F     | 7° 36′ S, 14° 42′ O / 7.6°S,14.7°O | 4 km     |
| L     | 6° 18′ S, 14° 42′ O / 6.3°S,14.7°O | 7 km     |
| M     | 8° 54′ S, 14° 30′ O / 8.9°S,14.5°O | 26 km    |

Els següents cràters han estat canviats el nom per la UAI:
- Parry A — Vegeu Tolansky (cràter).